# ديسيانجلي

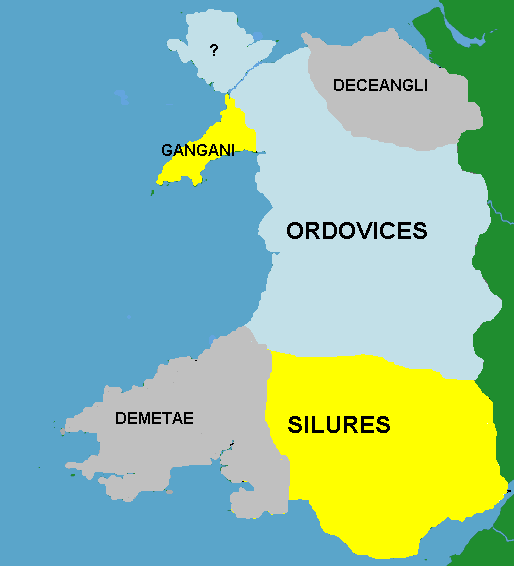
القبائل داخل خريطة ويلز الحالية في وقت الغزو الروماني. الحدود الدقيقة هي تخمينية.

الديكانغلي أو الديكانجي (بالويلزية: Tegeingl   ) كانوا إحدى القبائل الكلتية التي سكنت بريطانيا قبل الغزو الروماني للجزيرة. كان موقعهم الجغرافي قرب المدينة الحديثة تشستر، لكن لا يوجد يقين تام حول حدود أراضيهم، إذ يُحتمل أن تكون مقتصرة على مقاطعات فلينتشير،  ودينبيشير والجزء المجاور من تشيشير الحديثة، أو ربما امتدت أراضيهم أبعد غربًا.  كان الديكانغلي يعيشون في حصون جبلية متتالية تشكل سلسلة عبر سلسلة جبال كلويديان، وكانت عاصمتهم القبلية تُدعى كانوفيوم . 
في عام 48 ميلادي، شن اللواء الروماني بوبليوس أوستوريوس سكيابولا هجمات على القبائل البريطانية، بما فيها قبيلة الديكانغلي.  لا توجد مدينة رومانية معروفة ضمن أراضيهم، لكن يُعتقد أن حصنًا مساعدًا يُدعى كانوفيوم (المعروف أيضًا باسم كايرهون) كان يقع ضمن نطاق أراضيهم، وربما احتوى على مستوطنة مدنية حوله.
تشير الأدلة إلى وجود عمليات تعدين رومانية للرصاص والفضة في المناطق التي كانت تحت سيطرة الديكانغلي. تم العثور على عدة سبائك من الرصاص في مدينة تشستر؛ إحداها تزن 192 رطلاً وتحمل النقش:
IMP VESP AVGV T IMP III DECEANGI
والأخرى، التي عُثر عليها بالقرب من جسر تارفين، تزن 179 رطلاً، ومُنقوش عليها:
IMP VESP V T IMP III COS DECEANGI،
ويُؤرخ كلاهما إلى حوالي عام 74 ميلادي. تُعرض هذه القطع الآن في متحف غروسفينور.

## روابط خارجية
- Deceangi في Roman-Britain.co.uk
- ديسيانجلي والرومان في بريطانيا

1. ↑  "Roman-Britain.co.uk - Deceangi". roman-britain.co.uk. مؤرشف من الأصل في 2025-04-19.
2. ↑  "Kingdoms of British Celts - Gangani & Deceangli (Decangi)". historyfiles.co.uk. مؤرشف من الأصل في 2025-05-29. اطلع عليه بتاريخ 2014-01-14.
3. ↑  Jones, B.؛ Grealey, S.؛ Bestwick, J.D. (1974). Roman Manchester. Sherratt for Manchester Excavation Committee. ISBN:9780854270415.
4. 1 2  Davies, J. (2007). A History of Wales. Penguin Adult. ISBN:9780140284751. مؤرشف من الأصل في 2023-12-04.
5. ↑  Jones, P. (2009). Illustrated History of Chester. DB Publishing. ISBN:9781859836842.